# 鈴木マリナ
鈴木 マリナ（すずき マリナ、4月10日 - ）は、日本の女性DJ、歌手。松竹芸能からデビューした元アイドル。関西学院大学卒業後、モデル、DJとして全国で活動している。

## 人物
- 第47回ミス日本コンテスト西日本代表という経歴を持つ。
- へそピアスを開けている。

## 略歴
- 北海道札幌市にて生まれる。

### 中学時代
- ヤンキーながらに成績オール5という今までにない伝説を作り上げ有名になった。ブログのアクセス数は一日20万pvを超える。[2]。
- 通学スタイルは金髪にドレッドヘアー[3]、ミニスカにルーズソックスと派手なファッション。[4]

### 高校時代
- 入学後、女子高生向け雑誌『Nicky』と『HR』でライフスタイルを特集される。進学校に入学したが、入学説明会の日に教員と喧嘩して入学を辞退。その後、通信制高校に編入学する。
- 高校1年の夏に渋谷のモデル事務所へ所属。地元関西を拠点にタレント活動をするため、モデル事務所を退社。
- 高校1年の秋に「全国新人タレント発掘オーディション」で全国から一人選ばれ、松竹芸能に所属。松竹芸能唯一のアイドル[1]としてタレントデビュー。
- 高校2年の時に「Super Smile model Audition」グランプリ受賞。テレビ・ラジオ・雑誌・CMなど活動の場を広げていく。
- 高校3年になり、レギュラー番組を獲得。TKOとともにJ:COMの『ユニバーサル・スタジオ・ジャパンでまだまだTKO』に出演。
- ミス龍が如く5大阪地区ファイナリストに選出され、SEGAの『龍が如く5 夢、叶えし者』に出演。
- タレントやモデルの仕事を多数こなしていたが、大学進学を決意。短期間で必死の努力の末、関西学院大学経済学部に合格。勉学と仕事を両立させたことが評価され、卒業式で大阪府知事賞を受賞[5]。

### 大学時代
- 関西学院大学経済学部へ進学。通信制高校から大学に進学したため、他の学生と比べると学力において大きな差があった。その差を取り戻すため、芸能活動を完全休止。勉学に励み「GPA成績上位学生」として毎学期懸賞を受賞[6]。
- 大学2年の時に第47回ミス日本コンテスト西日本代表へ選出。身長150cm代で代表選出は異例だが、西日本代表として半年間記者会見や生中継のグランプリ大会でのスピーチ、林野庁への訪問等の活動を行った。
- わずか3年で大学の単位を全て取り終えたため、大学早期卒業で飛び級での大学院進学を勧められる[7]。しかしDJモデルとしての活動を優先し、芸能活動を再開。
- 毎週CLUBのレギュラーイベントへ出演。活動再開後すぐにファッションショーにゲスト出演し、クラブでDJデビューを果たした。その後MUSIC CIRCUS大阪、MUSIC CIRCUS名古屋へ出演。関西コレクション2016S/Sへも出演。
- 大学卒業後はモデル、DJとして活動している。
- Mixcloud（英語版）でDJ MIX（英語版）を公開するたび、世界ランキング3位に入る[8]。

### DJ時代
- 2018年、日本人DJとして唯一ケラーニの来日パーティーに参加する。

## 受賞
- 第47回ミス日本コンテスト2015 西日本地区代表
- 2013 大阪府知事賞受賞
- 2011 Super Smile model Audition グランプリ受賞
- SUMA SUMMER DANCE RUSH 審査員特別賞受賞
- ミス龍が如く5を探せ！ - ファイナリスト選出および『龍が如く5 夢、叶えし者』出演

## 出演

### テレビ番組
- ユニバーサル・スタジオ・ジャパンでまだまだTKO（J:COM） - レギュラー出演
- PON!（日本テレビ）
- いっぷく!（TBS）
- やったね完全GET コンプリ！〜全部って気持ちイイ〜（関西テレビ）
- DRESS（毎日放送）
- 7ちゃんねる女子会〜知って得する情報交換会〜（テレビ大阪）

### WEB配信番組
- ミス龍が如くTV in 全国5大都市（SEGA公式サイト）
- 関西ウォーカーTV（Ustream） - 生放送&イベント出演

### イベント
- ULTRA JAPAN 2023 サプライズ登場 歌手デビュー

### ラジオ番組
- ラジオ関西[どれ?]
- 月9女子「あいてぃーわい放送部」（2017年5月 - 、Kiss FM KOBE） - レギュラー出演

### ファッションショー
- 関西コレクション 2016 S/S（京セラドーム大阪）
- 大阪 RED by MUSIC CIRCUS（堂島リバーフォーラム）
- FASHION LEADERS real3（なんばハッチ） - ゲストモデル出演
- 名古屋 RED by MUSIC CIRCUS（Zepp名古屋）
- FASHION LEADERS real4（なんばハッチ） - ゲストモデル出演

### 雑誌
- スター名鑑 Beauties 2012 U-17編（東京ニュース通信社）
- HR（グラフィティ） - 特集掲載
- Nicky（セブン＆アイ出版） - 特集掲載
- MEN'S KNUCKLE（ミリオン出版）
- JK egg（大洋図書）

### 広告
- インプライム（ナプラ） - スチールモデル・カタログモデル
- カラオケ館 ミス龍が如く告知映像（JOYSOUND）

### CM
- FM802ラジオCM Rock kids 802（NTTドコモ）

### ゲーム
- 龍が如く5 夢、叶えし者（SEGA）

### DJ
- 2016年5月7日8日 - 阪神タイガースTORACOイベント @甲子園球場
- 2016年5月18日 - KEEP ON ACTION for KYUSYU @中之島バラ園
- 2016年7月18日 - 泡フェス @琵琶湖 サンタワーマリーナ
- 2016年10月23日 - 日本女子博覧会2016 meets MUSIC CIRCUS RED @インテックス大阪
- 2016年11月19日20日 - VOGUE FASHION NIGHT OUT OSAKA @阪急百貨店本店
- 2017年2月4日 - スパサタ @岡山Apollo1026
- 2017年2月11日 - SPARK vol.2  @CLUB Joule
- 2017年3月26日 - ENDLESS  @京都CLUB IBIZA
- 2017年3月31日 - CHEERS  @SEVEN HOUSE
- 2017年4月15日 - NY.LOUNGE @SEVEN HOUSE
- 2017年5月2日 - Endless beauty party @SEVEN HOUSE
- 2017年5月5日 - THE BIG PARTY @新木場ageHa
- 2017年5月12日 - FRIDAY SPECIAL EVENT @HERBIE HIROSHIMA
- 2017年5月27日 - メイサム @MARS OKAYAMA
- 2017年6月3日 - P.G.N @SEVEN HOUSE
- 2017年6月14日 - SHIBUYA STYLE @TK SHIBUYA
- 2017年7月1日 - KIYO GO TO THE SHANGHAI! @SEVEN HOUSE
- 2017年7月15日 - ナイトプール @西武園ゆうえんち
- 2017年7月16日 - 山田親太朗×鈴木マリナ @美獣 Bijou Fukuoka
- 2017年7月19日 - SHIBUYA STYLE @TK SHIBUYA
- 2017年7月28日 - The buggy art party @髙島屋大阪店
- 2017年8月31日 - TOKYO INSOMNIAC @渋谷CLUB CAMELOT
- 2017年9月8日 - TOKYO FRYDAY ハナライフ @六本木SIX TOKYO
- 2017年9月9日 - WORLD GROOVE @銀座CLUB DIANA
- 2017年9月9日 - CD Release party @COYOTE UGLY
- 2017年10月13日 - WEEKEND PARTY @VANITY OSAKA
- 2017年10月21日 - NAMBA FASHION FESTA @なんばCITY
- 2017年10月25日 - 1st Anniversary @美獣 Bijou Fukuoka
- 2017年10月26日 - ROPPONGI NIGHT @六本木DiA TOKYO
- 2017年10月27日 - HALLOWEEN WEEK @銀座LAPIS TOKYO
- 2017年10月28日 - ハナライフ HALLOWEEN SPECIAL @六本木ESPRIT TOKYO
- 2017年11月10日 - MACHIDA FRIDAY PARTY @町田CRAGE
- 2017年11月16日 - Richard Mille Party @Richard Mille OSAKA
- 2017年11月18日19日 - VOGUE FASHION’S NIGHT OUT OSAKA @阪急百貨店本店
- 2017年11月24日 - anello FLAGZSHIP STORE OPENING RECEPTION @anello OSAKA
- 2017年11月25日 - Link vol.1 @DOUBLE KANAZAWA
- 2017年12月9日 - BRIGHT NIGHT @山形CLUB RUSH
- 2017年12月15日 - BRIGHT NIGHT @SEVEN HOUSE
- 2017年12月23日 - BANANA CHRISTMAS @VANITY OSAKA
- 2017年12月24日 - CAMELOT Holy Night @CLUB CAMELOT
- 2017年12月25日 - AMELIA @銀座LAPIS TOKYO
- 2017年12月27日 - Popingram COUNTDOWN WEEK @六本木ESPRIT TOKYO
- 2017年12月31日 - COUNTDOWN PARTY @ SEVEN HOUSE
- 2018年1月7日 - @KINGYO NAGOYA
- 2018年1月19日 - ULTIMATE SOUNDE @HERBIE HIROSHIMA
- 2018年3月３日 - みんなの卒業パ @DOUBLE KANAZAWA
- 2018年4月6日 - 『"EDM NATION BEST–selected by 鈴木マリナ" RELEASE PARTY』Festa @六本木ESPRIT TOKYO
- 2018年4月7日 - 『"EDM NATION BEST–selected by 鈴木マリナ" RELEASE PARTY』ALL MIX PARTY FEVER @富山MAIRO
- 2018年4月14日 - The Birth of Club XEX vol.5 @XEX WEST
- 2018年4月28日 -  『"EDM NATION BEST–selected by 鈴木マリナ" RELEASE PARTY』FLASH SATURDAY @山形 CLUB RUSH
- 2018年4月29日 - CAMELOT LIVE @CLUB CAMELOT
- 2018年4月30日 -  『"EDM NATION BEST–selected by 鈴木マリナ" RELEASE PARTY』Girls Monday GW SPECIAL @町田CRAGE
- 2018年５月14日 - Kehlani 来日大阪公演 PREMIUM AFTER PARTY @XEX WEST
- 2018年6月1日 - @六本木1967
- 2018年6月15日 - @大阪mood
- 2018年6月17日 - ミニオンズラン大阪 @万博記念公園
- 2018年6月22日 - GOLD RUSH @ESPRIT TOKYO
- 2018年6月23日 -  『"EDM NATION BEST–selected by 鈴木マリナ" RELEASE PARTY』@DOUBLE KANAZAWA
- 2018年7月14日 -  『"EDM NATION BEST–selected by 鈴木マリナ" RELEASE PARTY』@MARS OKAYAMA
- 2018年7月15日 - ビキニNIGHT Vol.1 @MUSE
- 2018年8月3日 - Marina Suzuki @bijou  FUKUOKA
- 2018年8月11日 - The Birth of Club XEX vol.9 @XEX WEST
- 2018年8月18日 - CLUB DJ POOL YEAH! YEAH! ナイトプール @西武園ゆうえんち
- 2018年8月19日 - CAMELOT LIVE @CLUB CAMELOT
- 2018年9月29日 - EGOIST 20th Anniversary Party @LAPIS TOKYO
- 2018年10月12日 - GOLD RUSH @ESPRIT TOKYO
- 2018年10月26日 - WEEKEND ULTIMATE SOUND @CLUB HERBIE
- 2018年10月27日 - MARSH MALLOW HALLOWEEN @MOON & SPOON
- 2018年11月17日 - VOGUE FASHION’S NIGHT OUT OSAKA @阪急百貨店本店
- 2018年11月18日 - VOGUE FASHION’S NIGHT OUT OSAKA @阪急百貨店本店
- 2018年12月17日 - LALINE Christmas Party @アーフェリーク迎賓館
- 2018年12月22日 - XMAS PARTY @富山MAIRO
- 2019年2月9日 - Valentine Party @山形 CLUB RUSH
- 2019年2月15日 - HAPPY VALENTINE SP @町田 CRAGE
- 2019年4月28日 - SAKURA FESTIVAL ＠JINXS SAPPORO
- 2019年5月17日 - SHIBUYA MIXX @TK SHIBUYA
- 2019年6月21日 - SHIBUYA MIXX @TK SHIBUYA
- 2019年7月19日 - SHIBUYA MIXX @TK SHIBUYA
- 2019年8月3日 - 泡パーティー @富山MAIRO
- 2019年8月9日 - SHIBUYA MIXX @TK SHIBUYA
- 2019年9月13日 - @epica OKINAWA
- 2019年9月27日 - SHIBUYA MIXX @TK SHIBUYA
- 2019年11月16日 - GOOD TIME @富山MAIRO
- 2019年11月22日 - CINEMATIC @LAPIS TOKYO
- 2019年12月24日 - X’MAS SPECIAL @GIRAFFE JAPAN
- 2019年12月26日 - 第8回クイーンズクライマックス オープニングセレモニー @ボートレース徳山
- 2019年12月27日 - COUNTDOWN WEEK SPECIAL PARTY @HERBIE HIROSHIMA
- 2020年2月21日 - @六本木1967
- 2020年2月22日 - TFC SHIBUYA OPENING PARTY @TFC SHIBUYA
- 2020年2月22日 - @六本木1967
- 2020年2月23日 - TFC SHIBUYA OPENING PARTY @TFC SHIBUYA
- 2020年2月29日 - @六本木1967
- 2020年3月27日 - CINEMATIC @LAPIS TOKYO
- 2020年4月10日 - KSHMR JAPAN TOUR 2020 @Zepp Osaka Bayside

### DANCE
- ダンス 各種Showcase, battle
- 宵祭 〜YOIMATSURI〜 vol.1
- 宵祭 〜YOIMATSURI〜 vol.2

### Web・その他
- 「関西学院大学在学中のタレントは元ヤン！鈴木まりなさんの華麗なる転身」 Yahoo!ニュース・日刊SPA!掲載
- 美学生図鑑 全国1位
- 待ち合わせ美女
- R25 今日の彼女（Yahoo! JAPAN）
- GREEニュース
- 今日のガールフレンド
- 淡路市 観光PR動画
- お笑いライブ MCアシスタント
- VIP Webモデル
- 渋谷Extantionsモデル

## ディスコグラフィ
- No.1 Party Anthem - Mixed By DJ 鈴木マリナ（2017年9月1日、Stillup Records）
- EDM NATION BEST -selected by 鈴木マリナ-（2018年3月5日、avex EDM）